# Lacaena
Lacaena là một chi lan comprising of 6 species and varieties native to Trung Mỹ.